# Ln (Unix)
Pour les articles homonymes, voir LN.
La commande Unix ln permet de créer un lien vers un fichier ou répertoire. Ce lien peut soit être physique, soit être symbolique.
La grande majorité des informaticiens utilisent cette commande pour créer des liens symboliques (qui n'est pas l'option par défaut).

## Lien symbolique
La destruction d'un lien symbolique n'affecte en rien le fichier pointé. Cependant, il peut arriver qu'un lien symbolique soit cassé si on a supprimé physiquement sa cible (puisqu'il ne pointe alors sur rien).
Les liens symboliques sont proches des raccourcis utilisés dans Windows, mais le comportement « par défaut » de la plupart des programmes Unix est de suivre les liens symboliques, ce qui n'est pas le cas sous Windows. Ainsi, en général, un programme Unix qui doit opérer sur un lien symbolique pointant vers un répertoire verra de manière transparente le répertoire, alors qu'un programme Windows verra plus souvent le fichier raccourci « .lnk » lui-même.
La syntaxe pour la création d'un lien symbolique est la suivante :
```
ln -s 
nom_du_fichier_pointé
 
nom_du_lien_symbolique
```

## Lien physique
Par sa nature même, le lien physique impose que la cible et le lien soient sur la même partition.
La destruction d'un lien physique diminue d'une unité le nombre de références du fichier pointé. Le fichier est physiquement détruit quand ce nombre atteint zéro et qu'il n'est plus ouvert par aucun processus.

## Voir également
- Commandes Unix
- Lien symbolique
- Lien physique